# Соглашение 10 октября
«Протокол переговоров между правительством и представителями КПК» (кит. трад. 政府與中共代表會談紀要, упр. 政府与中共代表会谈纪要, пиньинь Zhèngfŭ yŭ Zhōnggòng Dàibiăo Huìtán Jìyào), известный в китайской историографии как «соглашение двойной десятки» (кит. трад. 雙十協定, упр. 双十协定, пиньинь Shuāngshí Xiédìng) — соглашение, подписанное Мао Цзэдуном и Чан Кайши в Чунцине в 10-й день 10-го месяца 1945 года.

## Предыстория
Когда стало ясно, что Вторая мировая война подходит к концу, главные политические силы Китая — КПК и Гоминьдан — начали готовиться к послевоенной схватке за власть. Поддерживаемый США Гоминьдан мог попытаться сокрушить коммунистов, но те, приобретя за время войны большой боевой опыт и надеясь на поддержку СССР, могли оказать серьёзное сопротивление. Пытаясь предотвратить гражданскую войну в Китае, США усадили лидеров обеих сил за стол переговоров. Соглашение 10 октября стало итогом 45-дневных переговоров в Чунцине.

## Содержание соглашения
Гоминьдан признавал КПК в качестве реальной политической силы, выразил готовность предоставить народу элементарные демократические свободы, легализовать политические партии, ликвидировать тайную полицию, освободить политических заключённых, завершить «период политической опеки», перейти к конституционному правлению. Ввиду этих задач Чан Кайши предлагал провести политическую консультативную конференцию с участием представителей всех партий, чтобы обсудить проект мирного строительства государства и вопрос о созыве Национального собрания.
Коммунисты выразили готовность вывести войска из восьми «освобождённых районов», расположенных южнее Янцзы, которые находились в непосредственной близости к основным центрам гоминьдановской власти — Уханю, Гуанчжоу и Шанхаю — и вызывали наибольшие опасения у Чан Кайши; для наблюдения за передислокацией этих войск на север создавалась смешанная военная комиссия. Соглашение зафиксировало право КПК иметь 20 регулярных дивизий.

## Итоги и последствия
Несмотря на соглашения, столкновения между войсками КПК и Гоминьдана продолжались. Новая попытка предотвратить гражданскую войну была предпринята в январе 1946 года с участием уже нового представителя США — генерала Джорджа Маршалла.